# ألكسندر بدر
ألكسندر بدر (بالألمانية: Alexander Bader)‏ هو عازف كلارينيت ألماني، ولد في 1965 في شتوتغارت في ألمانيا.